# Палецкий, Борис Иванович

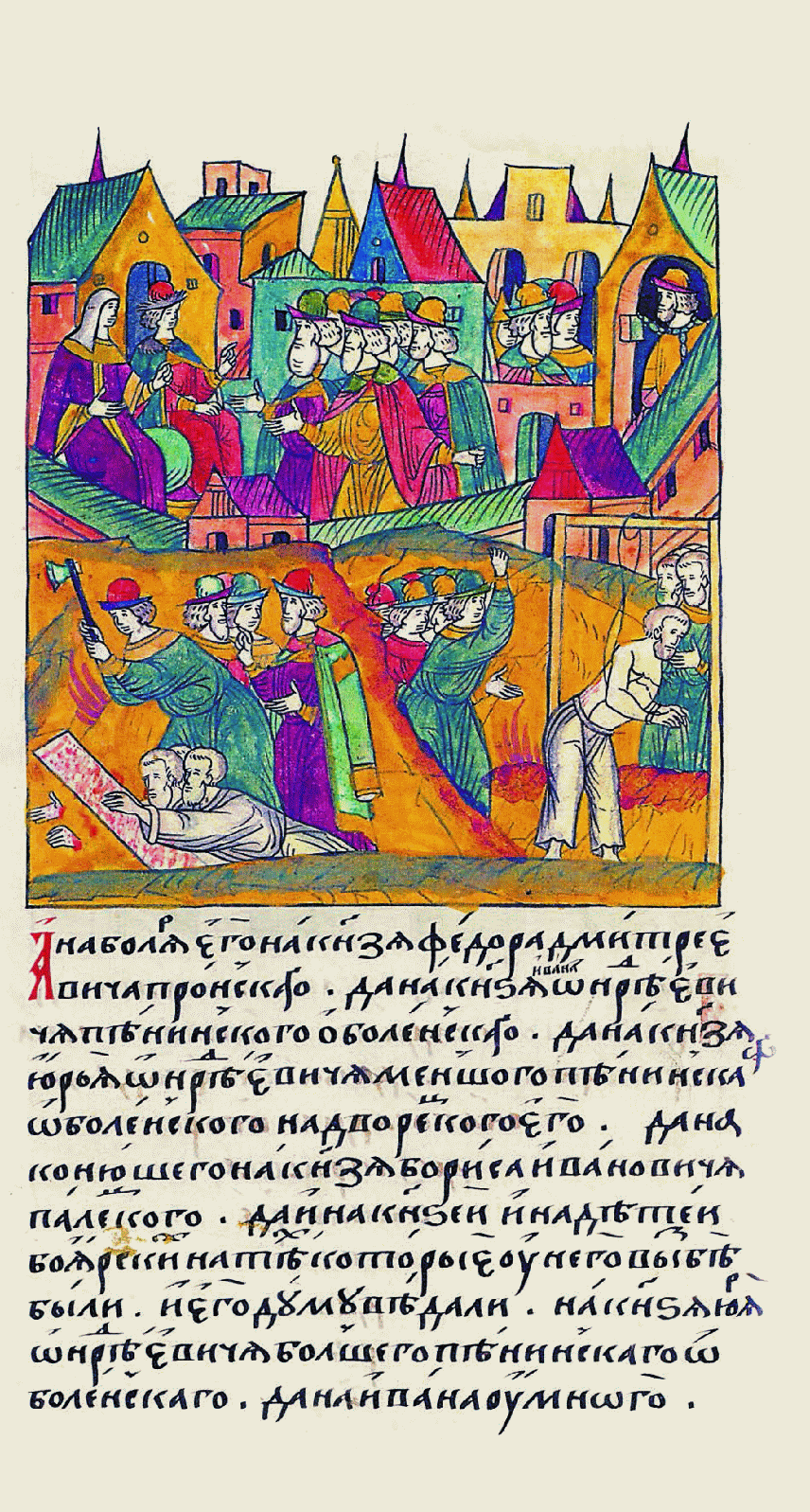
Казнь Бориса Палецкого и других бояр Андрея Старицкого

Князь Борис Иванович Палецкий — конюший и воевода во времена правления Василия III и Ивана IV Васильевича Грозного.
Из княжеского рода Палецкие. Рюрикович в XVIII колене. Младший сын князя Ивана Ивановича Палецкого. Старший брат Иван Иванович Хруль был казнён в 1498 году.

## Биография
В феврале 1533 года, на свадьбе родного брата великого князя Василия III — князя Андрея Ивановича и княжны Ефросиньи Андреевны Хованской был при коне князя. В 1537 году показан в конюших (упоминается также в конюших князя Андрея Ивановича Старицкого).
Когда в 1537 году князь Андрей Старицкий был арестован правительством Елены Глинской, то князь Борис Иванович был также арестован в числе других ближних бояр князя, которые "его думу ведали". Его пытали, подвергли торговой казни и он был посажен в тюрьму "наугольную стрельницу".
Позже князь князь Борис Иванович  был освобождён и показан на государевой службе. В 1540 году второй воевода в Костроме. В марте 1545 году первый воевода четвёртого Сторожевого полка в Казанском походе. В апреле 1549 года третий воевода десятого полка войск правой руки в Шведском походе. В сентябре 1551 года второй воевода шестнадцатого Большого полка в походе к Полоцку.
По родословной росписи показан бездетным. 